# Gary Burden
Gary Burden (* 23. Mai 1933 in Cleveland, Ohio; † 7. März 2018 in Los Angeles) war ein US-amerikanischer Grafiker, der zahlreiche Schallplattenhüllen für bekannte Rock-Musiker gestaltete.

## Leben
Seine Eltern waren Lowell und Agatha Burden. Aufgewachsen ist er überwiegend in Süd-Florida. Im Alter von 16 Jahren trat er dem Marine Corps bei. Anschließend studierte er an der University of California in Berkeley Architektur-Design.
Zur graphischen Gestaltung von LP-Hüllen kam er Ende der 1960er Jahre durch Cass Elliot von der Band The Mamas and the Papas. In der Folge gestaltete er zahlreiche LPs, wobei er meist mit dem Fotografen und Musiker Henry Diltz zusammenarbeitete.

## Plattencover
Zu seinen bekanntesten Arbeiten zählen die Cover zu:
- The Doors: Morrison Hotel (1970)
- Crosby, Stills, Nash & Young: Déjà Vu (1970)
- Neil Young: After the Gold Rush (1970)
- Joni Mitchell: Blue (1971)
- David Crosby: If I Could Only Remember My Name (1971)
- Neil Young: On the Beach (1974)

Für Neil Young war er 35 Jahre lang tätig. Die beiden hatten sich beim Fotoshooting für das Plattencover zu Déjà Vu von CSNY kennengelernt.

## Auszeichnungen
- 2010: Grammy Award for Best Boxed or Special Limited Edition Package für Neil Young: The Archives Vol. 1 1963–1972